# 共伴效應
共伴效應，是指熱帶氣旋所挾帶之氣流遇上季風時產生低空輻合，形成降雨的現象，目前可被大致分為「西南季風共伴效應」及「東北季風共伴效應」。

## 成因

### 東北季風共伴效應

#### 臺灣
其好發於秋冬兩季，北方的東北風南下，若臺灣附近有熱帶氣旋逼近且挾帶東南風，即易產生共伴效應，為臺灣北部及東北部地區帶來豐沛的降水量，甚至造成致災性降雨。以2001年颱風納莉、2010年颱風鮎魚、2022年颱風納莎、2024年山陀兒颱風為例，其主要環流雨帶未直接影響台灣，而其外圍環流與東北季風在台灣北部與東北部有明顯輻合現象，產生「共伴效應」，另受地形影響加強雨勢，造成北北基和宜蘭地區發生龐大雨勢。

#### 香港
奎明效應（英語：Cuming effect）是由皇家香港天文台氣象學家奎明（M.J. Cuming）於1968年4月所提出。其指秋冬期間熱帶氣旋橫過南中國海時，熱帶氣旋的東南氣流與冬季季候風的東北氣流在華南沿岸輻合而使香港天氣轉差的現象，並指出熱帶氣旋在北緯13度以南時，不會對香港天氣構成影響；當熱帶氣旋進入北緯13至16度、東經115至120度之間時，香港下雨的可能性較低。而當熱帶氣旋進入北緯13至16度、東經110至115度之間時，香港則較容易出現降雨天氣（即奎明效應），而這個範圍又稱作「奎明範圍」。
出現奎明效應的原因，是由於熱帶氣旋的東北象限的溫暖濕潤東南風、與影響香港的東北季候風相遇，東南風被逼抬從而升形成一道類似滯留鋒的雲帶，因而令華南沿岸天氣不穩定。但是，東南風遇上較強東北季候風的話，雲帶會受東北季候風影響而減弱消散。

## 秋颱
人們已習慣將形成並活動於秋季的熱帶氣旋稱為秋颱，中國氣象局認為北方冷空氣在秋季時開始影響大陸地區，因此大陸冷高壓、副熱帶高壓、赤道高壓等天氣系統都可能對秋颱產生影響，使得秋颱的移動路徑和強度出現極為複雜的變化。交通部中央氣象局則表示，活動於秋季的熱帶氣旋不一定是秋颱，並指出有著強烈風勢、雨量的典型秋颱，須與東北季風產生共伴效應。
針對秋颱的定義，交通部中央氣象署表示，颱風必須在台灣吹起東北季風時生成，且外圍環流與東北季風產生「共伴效應」，並在東北外海附近合流，進而產生強烈風勢及雨勢、颱風路徑也必須由台灣南邊的巴士海峽和南海北上。氣象學家吳德榮則指出秋颱是發生在颱風東側的偏南風，若遇上東北季風挾帶冷空氣造成暖溼空氣受到冷空氣強迫抬升形成滯留鋒，經常在離颱風中心最遠的北部發生持續性的大量降雨。

## 釋義
1. ↑  「輻合」是指空氣匯聚的現象，其中又可分為「氣旋式輻合」和「切變式輻合」二種：在地面，空氣在科氏力、氣壓梯度力、地形摩擦力以及離心力之共同作用下，以逆時針通過等壓線，呈螺旋式向低壓中心推進，形成風。若低壓中心有閉合等壓線（例如熱帶氣旋），則因角動量守恆，離心力加大，而進一步平衡氣壓梯度力，於是產生旋風。同時空氣被迫抬升，空氣上升後地面氣壓便會進一步下降，此即「氣旋式輻合」。而「切變式輻合」則是二種不同風向的氣流輻合，而使空氣因壓迫抬升，這種切變式的輻合通常出現於鋒面或低壓槽處，和前者輻合的分別只是氣旋式的風向變化比較不明顯[5]。
2. ↑  「東北風」指的是高氣壓於冬季時南下，伴隨前緣的冷鋒面通過東海到達臺灣附近海域時所產生的風，若中央氣象局預期台北的低溫在降到20度以下，則會將東北風認定增強為東北季風[6]。

## 來源
1. ↑  . 國家教育研究院.   [2018-10-28]. （原始内容存档于2018-10-31） （中文（臺灣））.
2. . 香港蘋果日報. 2016-09-23  [2018-10-28]. （原始内容存档于2018-10-31） （中文（香港））.
3. ↑  M.J. Cuming.  (PDF). 香港天文台. 1968-4  [2018-10-28]. （原始内容存档 (PDF)于2018-02-05） （英语）.
4. ↑  艾寧靜.  (PDF).   [2018-10-31] （中文（臺灣））.
5. ↑  香港天文台. .   [2015-05-03]. （原始内容存档于2015-07-05） （中文（香港））.
6. ↑  . ET東森. 2018-10-20  [2018-10-28]. （原始内容存档于2018-10-31） （中文（臺灣））.
7. ↑  . 南一書局.   [2018-10-28]. （原始内容存档于2018-10-31） （中文（臺灣））.
8. ↑  . 三立新聞. 2011-10-12  [2018-10-28]. （原始内容存档于2018-11-01） （中文（臺灣））.
9. ↑  . 國家實驗研究院台灣颱風洪水研究中心. 2016-10-04  [2018-10-28]. （原始内容存档于2018-10-31） （中文（臺灣））.
10. ↑  方志剛、袁仲昇.  (M). 香港: 花千樹出版有限公司. 2007: 158–160. ISBN 9789628884926.
11. ↑  林志强. . 中國氣象局. 2000-11-09  [2018-10-28]. （原始内容存档于2018-10-28） （中文（中国大陆））.
12. ↑  . 自由時報. 2016-09-12  [2018-10-28]. （原始内容存档于2018-10-28） （中文（臺灣））.
13. ↑  . 三立新聞. 2016-09-12  [2018-10-28]. （原始内容存档于2017-09-13） （中文（臺灣））.
14. ↑  . 蘋果日報. 2016-09-12  [2018-10-28]. （原始内容存档于2018-11-01） （中文（臺灣））.